# Lucius Valerius Licinianus
Lucius Valerius Licinianus war ein römischer Senator prätorischen Ranges, der im 1. Jahrhundert lebte. Er stammte aus Bilbilis, einer Stadt in der römischen Provinz Hispania Tarraconensis, im heutigen Spanien.
Lucius Valerius Licinianus war Jurist und galt als ein berühmter Gerichtsredner seiner Zeit. Seine berufliche und gesellschaftliche Karriere wurde beendet, nachdem er sich gegenüber dem Kaiser Domitian und der Anklage wegen Crimen incesti zu verantworten hatte.

## Die Causa Cornelia
Die zur Oberin der Vestalinnen (virgo Vestalis maxima) aufgestiegene Cornelia sah sich um 91 n. Chr. erneut einem Prozess wegen Unkeuschheit ausgesetzt. Nachdem sie in einem bereits seit Jahren zurückliegenden, gleichgelagerten Sakralverfahren freigesprochen worden war, wurde Cornelia erneut beschuldigt, sich mit dem Ritter Celer unsittlich eingelassen zu haben.
Neben Cornelia und Celer wurde der Prätor Lucius Valerius Licinianus des crimen incesti angeklagt und verurteilt. Nach mehrheitlicher Auffassung der neueren Forschung wurde Licinianus vermutlich nicht wegen einer direkten Mittäterschaft verurteilt, sondern wegen seiner indirekten Tatbeteiligung, nämlich der Beihilfe. Durch die Stellung als Prätor kam erschwerend hinzu, dass Licinianus, wenn auch für die Sakralgerichtsbarkeit originär nicht zuständig, als ein Repräsentant der ordentlichen Gerichtsbarkeit die oberpriesterliche Strafverfolgung des Pontifex maximus hätte unterstützen müssen, zumindest jedoch nicht behindern oder gar vereiteln dürfen.
In einem Geständnis, das er durch seinen rechtlichen Beistand Herennius Senecio dem Kaiser zukommen ließ, räumte Licinianus seine Tatbeteiligung ein. Diese bestand darin, den Zugriff auf eine Belastungszeugin, die eine Freigelassene der Cornelia war, unmöglich gemacht zu haben, was wiederum die Ermittlungen gegen Cornelia und Celer erschwerte.
Da Lucius Valerius Licinianus offensichtlich nicht direkt mit der Vestalin verkehrt hatte und das Eingeständnis seiner Beihilfe die Überführung der Hauptangeklagten zur Folge hatte, bestand, im Gegensatz zu Celer und Cornelia, keine sakralrechtliche Notwendigkeit, die Todesstrafe zu verhängen. Die Rechtsfolge für Licinianus bestand in seiner Verbannung auf Lebenszeit.
Unter Nerva wurde die Sanktion abgemildert, indem Licinianus gestattet wurde, sein Domizil auf Sizilien zu nehmen. Hier war er vermutlich bis zu seinem Tod als Redelehrer tätig gewesen.